# WiGig
WiGig (Wireless Gigabit、ワイギグ) は、主に60GHz帯の無線を用いる無線通信規格であり、無線通信仕様のMAC層および物理層を規定している。2009年12月に最初の正式仕様が決まった。
比較的利用の少ないミリ波に属する60GHzの電波帯を使用することで、7-9GHzもの広い帯域を使い、最大では7Gビット/秒の高速デジタル無線伝送を行う。
従来の無線通信方式に比べて通信可能な距離は10ｍほどと短く、HDTV動画の実時間での非圧縮伝送が可能な大容量・高速通信が特長である。60GHz帯は直進性が強いために遮蔽物を越えられず、複数のアンテナによる指向性制御を取り入れることで送受信特性を向上させる
。なお、60GHz帯のみを用いるシングルバンドの他に、デュアルバンド(2.4GHz + 60GHz または 5GHz + 60GHz)、トライバンド(2.4GHz + 5GHz + 60GHz)のマルチバンドが規定されている。

## 規格概要

### version 1.0
2009年12月10日にWireless GigabitアライアンスはWiGig version 1.0の正式規格の仕様が確定したと発表した。
以下にその特徴を示す。
- 最大データ伝送速度：7Gビット/秒
- 802.11のMACレイヤーに補足と拡張を行い、IEEE 802.11と後方互換性を持つ
- 物理レイヤーはWiGig機器間での低電力と高速の両方を可能にし、ギガビットの速度を保証する
- プロトコル・アダプテーション・レイヤーがPC周辺機器用とHDTV用、モニターとプロジェクター用の、データバスを含む個別のシステム・インターフェースに対してサポートするため、開発が行われている。
- ビームフォーミングをサポートすることで10mほどの距離での確実な通信を可能にする
- WiGig機器のために先進のセキュリティと電力制御を幅広く採用する[5]

### version 1.1
Wireless Gigabiアライアンスは2011年6月に会員企業からのリクエストなどを反映し、ロゴ認証に必要な各種項目を整備したWiGig version 1.1を発表した
。

### WiGig認証プログラム
2016年よりWi-Fiアライアンスはマルチベンダー間の相互接続性を実現する、802.11ad規格に基づく認定プログラムとしてWiGig認証プログラム(Wi-Fi CERTIFIED WiGig Certification Program)を行っている。認証例として2016年10月25日にビューローベリタス・台湾ラボが取得している。

## 沿革
2009年5月7日にWireless Gigabitアライアンスの結成が発表され、米インテル、米マイクロソフト、LG電子、NEC、ノキア、サムスン電子、パナソニック、デル、ブロードコム、アセロス・コミュニケーションズなどが参加を表明した。その後、大手では2010年にNVIDIA、AMDが加わっている。
2009年12月のバージョン1.0の後、
2011年6月に、WirelessGigabitアライアンスは認定対応バージョン1.1仕様のリリースを発表した。
2012年1月3日にWi-FiアライアンスとWirelessGigabitアライアンスは、Wi-Fiアライアンスの下へ両組織の活動を統合するプランの了解覚書に合意し、2013年に統合が完了した。
2012年12月, IEEE Standards Associationは、IEEE 802.11標準ファミリ全体に対する修正としてIEEE 802.11ad-2012を公開した。
2013年9月10日にWi-FiアライアンスよりWiGigの認証ロゴと認定ブランド名を"WiGig CERTIFIED"とすることと、USB Implementers Forum(USB-IF)と連携しWiGigシリアル拡張仕様をUSB-IFに正式に移管、Video Electronics Standards Association（VESA）と連携協定の締結が発表された。
2016年10月、802.11ad規格に基づくWi-Fi CERTIFIED WiGigの認定プログラムを開始した。

## 採用例と業界動向
初期の製品としては2016年頃に発売されたものとしてアライアンスメンバーのインテルのWiGig対応チップセットモジュール (Intel Tri-Band Wireless) および、それを搭載したデルの法人向けノートパソコン (Latitude E7450/70)、デルのドッキングステーションなどが挙げられる。クアルコムのチップセットSnapdragonシリーズへの実装の他、
2018年にはASUSがゲーム利用に特化したスマートフォン (ROG Phone) やドッキングステーション (ASUS WiGig Dock/Mobile Desktop Dock) を発売した。
また、同年インテルはチップセットモジュールとしてワイヤレス・ギガビット 11100 VRをリリースした。
2019年2月にはカナダのトロントに本社を置き60 GHzチップセットおよびソリューションに注力するファブレス半導体企業であるPeraso Technologiesが事業拡大のために4200万米ドルの資金調達を行ったことが発表された。
WiGig市場は2017年に13億ドルと評価され、2023年までに93億ドルに達するとの予測もある。一方で、2018年時点では採用事例が伸びず、普及が進まずとも報じられている。

## 競合規格

### WirelessHD
2009年12月に最初の規格verion 1.0が確定したWiGigに対して、2008年1月にVersion 1.0の規格を発表した、同じミリ波帯を使用する無線通信規格であるWirelessHDがある。
WirelessHDは、米SiBEAM社が中心となって「無線版HDMI」ともいえる家庭用AV機器といったデジタル家電製品での高速無線通信の世界的な標準規格を目指している。WiGigが「次世代無線LAN」として、パソコンと周辺機器類や携帯機器での利用を想定しているのとは少し方向性が異なるものの、デジタルTVなどの用途では両者は競合すると見られている。WirelessHDは最大データ伝送速度を4Gビット/秒としているのに対して、WiGigは7Gビット/秒としている。

## 類似規格

### TGad
IEEE 802.11委員会内で「次世代無線LAN」として規格化作業中の"TGad"が同じミリ波無線としてWiGigに似ている。TGadの作業部会を推進しているのもWiGigを推進している米Intel社であるため、競合というよりは両規格は融合していくものと見られていた。その後、前述の通りIEEE802.11ad標準へと規格統合された。
米Intel社は元々はミリ波による高速無線技術には懐疑的で、60GHzもの高い周波数で動作する通信回路は民生用として安価に提供することが不可能だと考えていた。しかし、今では競合することになったWirelessHD陣営の旗手、米SiBEAM社がCMOS回路で実現・発売したため、それまでの態度を変えてWiGigを立ち上げ主導している。